# Târlele
Târlele – wieś w Rumunii, w okręgu Buzău, w gminie Cochrileanca. W 2011 roku liczyła 61 mieszkańców.